# Мандри, Хейно Аугустович
Хе́йно Аугустович Мандри (11 сентября 1922 — 3 декабря 1990, Таллин) — советский актёр театра и кино, Заслуженный деятель искусств Эстонской ССР (1982), Народный артист Эстонской ССР (1986).

## Биография
Хейно Мандри родился 11 сентября 1922 года в городе Кохтла-Ярве, Эстония.
В 1946 году окончил Театральную студию при Таллинском театре драмы.
В 1947 году был обвинён в антисоветской деятельности, приговорён к лишению свободы, с 1948 по 1954 год отбывал срок в Вятлаге.
В 1958—1966 годах и с 1972 года — актёр Таллинского академического театра им. В. Кингисеппа. В 1966—1972 годах — актёр Эстонского молодёжного театра. В 1975—1990 годах — актёр Таллинского драмтеатра.
Скончался 3 декабря 1990 года в Таллине. Незадолго до смерти был реабилитирован.

## Избранная фильмография
С 1957 по 1991 год снялся в почти 60 фильмах, в том числе:
- 1959 — Незваные гости — Вари/Харри, шпион
- 1964 — Новый нечистый из преисподней — пастор
- 1965 — Им было восемнадцать — Тросси (озвучание — Аркадий Толбузин)
- 1966 — Что случилось с Андресом Лапетеусом? — Пыдрус
- 1967 — Взорванный ад — Эмар
- 1970 — Между тремя поветриями — Топфф
- 1971 — Дикий капитан / Metskapten — «Гармонь»
- 1973 — Родник в лесу — лесничий
- 1973 — Огонь в ночи — Велирэнд
- 1974 — Ответная мера — Бальзен
- 1974 — Продолжение / Aeg maha! — Март
- 1976 — Школа господина Мауруса — Тимуск
- 1978 — Зимний отпуск (Женщина топит баню) — Моорите
- 1980 — Два дня из жизни Виктора Кингисеппа — Яан Поска
- 1980 — «Мерседес» уходит от погони — Абт, немецкий полковник
- 1980 — Гибель 31 отдела — главный менеджер концерна
- 1981—1982 — Россия молодая — граф Пипер
- 1984 — ТАСС уполномочен заявить — Лоренс, сотрудник ЦРУ
- 1984 — Европейская история — руководитель стального треста Адольф Шульман
- 1985 — Документ Р — Дональд Раденбау
- 1986 — Конец операции «Резидент» — Кинг, сотрудник ЦРУ
- 1986 — Радости среднего возраста — дядя Рауд
- 1987 — Залив счастья — Нессельроде
- 1987 — Отступник — эпизод
- 1989 — Вход в лабиринт — барон Хюттер
- 1989 — Наизнанку — Пеэтер